# Говорящая машина Фабера
Говорящая машина Фабера — механизм, воспроизводивший звуки человеческой речи, один из первых в истории синтезаторов речи. Был изобретён австрийским учёным-механиком Вольфгангом фон Кемпелененом, в 1778 году (по другим данным, в 1769 г.). Данное устройство могло произносить ряд гласных и согласных звуков (однако не все). Описание своей машины Кемпелен дал в своём известном сочинении «Mechanismus der menschlichen Sprache nebst der Beschreibung einer sprechenden Maschine von W. v. Kempelen» (Вена, 1791). 
Механизм фон Кемпелена усовершенствовал и видоизменил в живший в Вене в первой половине XIX века профессор Йозеф Фабер. В конце 1830-х годов усовершенствованная Фабером машина демонстрировалась в различных городах Германии. Изобретатель и впоследствии его наследники отклонили выгодные предложения продать это изобретение. После смерти изобретателя машина досталась его племяннику, тоже Йозефу Фаберу (род. в 1839 г. в Вене), который, будучи механиком по профессии, в свою очередь сделал в ней некоторые технические усовершенствования[какие?]. С машиной своего дяди Йозеф Фабер-младший объехал всю Европу и Америку, в том числе два раза посетив Россию.
20 января 1883 года машина Фабера демонстрировалась в Казани на заседании физико-математической секции Общества естествоиспытателей при Казанском университете.
По желанию некоторых из гг. членов секции, заседание это было специально предназначено для демонстрирования говорящей машины г. Фабера, демонстрирования, соединенного с историческими и научными объяснениями, которыя благосклонно приняли на себя профессор И. А. Бодуэн де Куртенэ и приват-доцент В. А. Богородицкий. По предварительному соглашению с г. Фабером и его супругой, управляющей машиной, секция обязалась уплатить г. Фаберу за это заседание 25 рублей. Означенную сумму предположено было собрать с лиц, присутствовавших в заседании, и с этою целью с каждого, входящего в зал заседания, было взимаемо но 25 коп. Однако, таким путем было собрано только 21 рубль. Недостающие 4 рубля отнесены на счет секции.

## Устройство
Машина Фабера состоит из воздушного меха, приводимого в движение ножной педалью и отвечающего легким человека. Вытесняемый из меха воздух при помощи ряда клавиш направляется в различные по объёму трубки, отвечающие разным положениям голосовой щели и полости рта. Достигнуть совершенно точного соответствия говорильному аппарату человека Фаберу не удалось. Чтобы до некоторой степени приблизиться к подвижности надставной трубы человеческого органа речи, воспроизвести которую механическим путём было крайне трудно, изобретатель должен был в надставной трубе своей машины устроить вертикально одну за другой шесть металлических, довольно толстых диафрагм, подымающихся и опускающихся на различную высоту, причём движения и положения этих диафрагм комбинируются друг с другом в разных отношениях. Благодаря этому устройству, получается возможность видоизменять форму и объём надставной трубы машины и получать звуки разного качества и тембра. Голосовой тон в машине Фабера производится при помощи вибрации тонкой пластинки из слоновой кости на каучуковой подкладке, дающей очень резкий и крикливый звук. Соответствия с настоящим органом голоса человека — мягкими голосовыми связками или вибрирующими перепонками, здесь также нет. Звук «p» в машине Фабера также производится вибрацией не языка, а твердой пластинки, помещенной за гортанью перед устьем меха. Трубка, изображающая нос, находится не сверху надставной трубы, изображающей рот, но ниже её и т. д. Сам механизм (клавиатура, педаль и т. д.) крайне груб и тяжеловесен, требуя больших усилий со стороны играющего на этом «говорильном органе».
Вследствие неуклюжести и неточности устройства и сами звуки, извлекаемые из машины, грубы, крикливы, монотонны и не всегда схожи со звуками настоящей человеческой речи. Тем не менее из известных в науке говорящих приборов, снаряд Фабера являлся одним из наиболее удачных.